# Distretto di Djemorah
Il distretto di Djemorah è un distretto della provincia di Biskra, in Algeria, con capoluogo Djemorah.

## Comuni
Sono comuni del distretto:
- Djemorah
- Branis